# Josef Farkas
Josef Farkas (* 20. September 1898 in Kleinhöflein im Burgenland) war ein österreichischer nationalsozialistischer Politiker und Mechaniker aus Kleinhöflein im Burgenland. Er trat zum 1. März 1933 der NSDAP bei (Mitgliedsnummer 1.459.609), hatte 1938 das Amt des Kreisorganisationsleiters inne und wurde am 15. März 1938 von Gauleiter Tobias Portschy zum Mitglied des Burgenländischen Landtags ernannt. In der Kreisleitung des Kreises Eisenstadt wirkte er zudem als Kreiswalter der Nationalsozialistischen Volkswohlfahrt.